# Ugo Lupattelli
Ugo Lupattelli (Deruta, 15 novembre 1877 – 18 maggio 1960) è stato un politico italiano.

## Biografia
Di professione medico, iscritto al Partito Socialista Italiano, fu sindaco di Collazzone nel 1920. Dopo la guerra, entrò nella giunta comunale di Perugia nominata dal Comitato di Liberazione Nazionale, in qualità di vice-sindaco. Il 30 aprile 1946, in seguito alle prime elezioni democratiche di Perugia del 7 aprile, fu eletto sindaco della città, a guida di una maggioranza composta da socialisti e comunisti. A seguito di una crisi di giunta, che portò alle dimissioni di massa dei suoi componenti, Lupattelli rassegnò le dimissioni il 16 febbraio 1948 e venne sostituito da Aldo Manna. Nel 1952 fu eletto consigliere provinciale.